# Coproculture

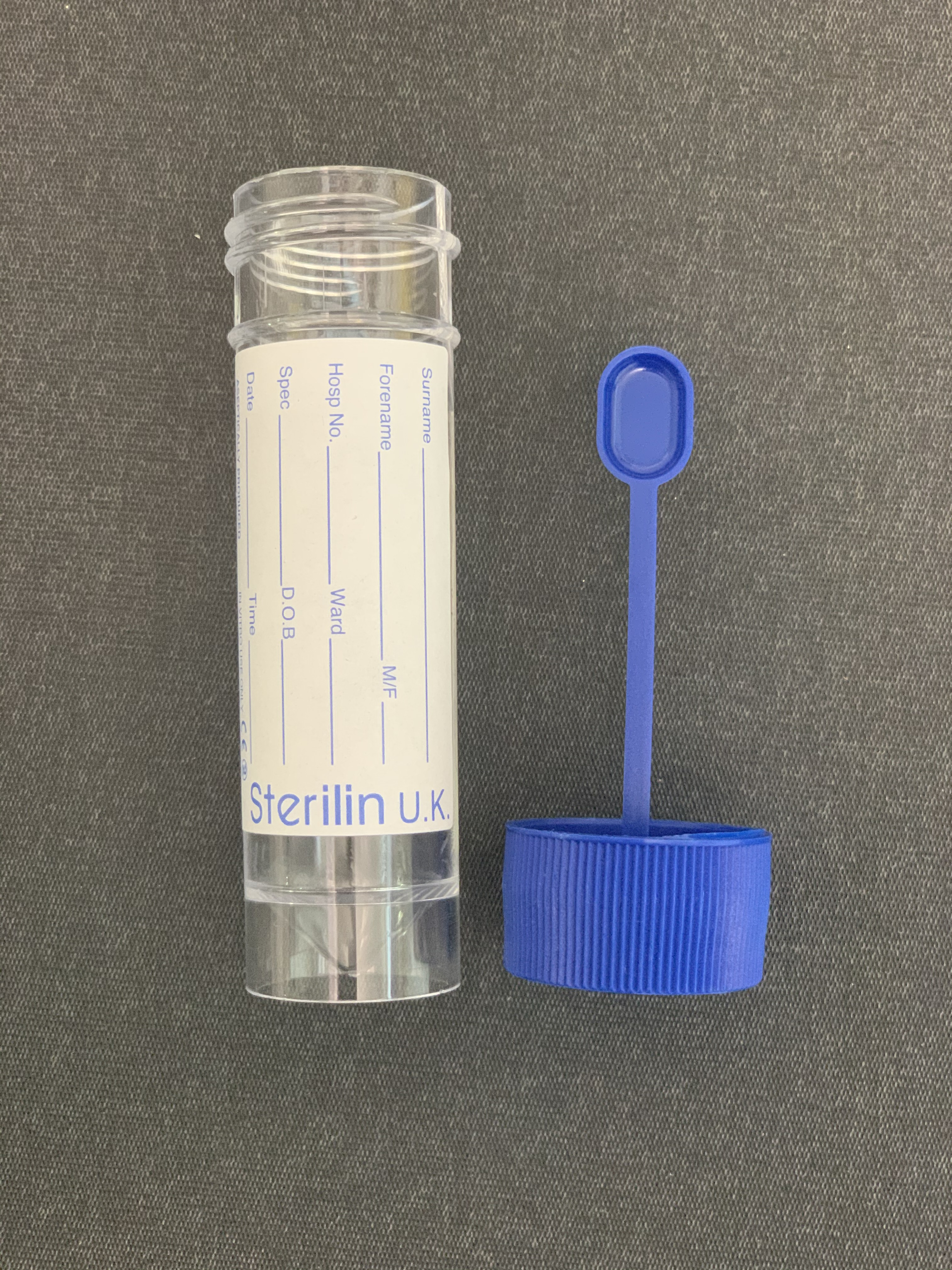
Nom : Coproculture

La coproculture (du grec ancien : κόπρος / kópros, « excrément ») est la culture bactériologique de selles qui, via une coproscopie, décèle la présence de germes pathogènes normalement absents du tube digestif ou anormalement nombreux. 
L'examen peut être utile dans plusieurs cas : 
- recherche de bactéries responsables d'une diarrhée,
- recherche d'éventuelles bactéries résistantes chez un patient asymptomatique,
- bilan d'une intoxication alimentaire…
- éventuelle détection d'indice d'une parasitose intestinale

En milieu hospitalier, on peut rechercher, dans les selles, une bactérie d'infection nosocomiale (par exemple, Pseudomonas aeruginosa chez le nouveau-né) ou une souche résistante particulière à un antibiotique.
Il est entièrement non invasif et ne présente aucun risque pour le patient, puisque seules les selles sont échantillonnées et récupérées.
Le but de la coproculture consiste à tenter d'isoler au sein d'une flore complexe un nombre limité d'espèces réputées pathogènes. 

## Protocole opératoire
- Les selles, en général diarrhéiques, sont prélevées et l'échantillon est placé dans un récipient stérile fermé.
- L'échantillon doit être transporté rapidement en laboratoire, ou conservée dans de la glace en attendant.
- Il est important de signaler si le patient suit un traitement antibiotique ou s'il a récemment effectué un voyage à l'étranger (en particulier en région tropicale).
- L'analyse comportera un examen microscopique direct des selles (à l'état frais ou après coloration, dans le cas de selles liquides, cet examen est important pour orienter les cultures) puis une mise en culture.

À côté de la culture de bactéries classiquement pathogènes, on peut mettre en évidence des toxines dans les selles (produites par Clostridium difficile ou Clostridium perfringens par exemple).

Compte tenu de la diversité des espèces potentiellement responsables, il convient d'orienter la mise en culture selon les différents contextes épidémio-cliniques significatifs (enfant de moins de deux ans, adulte ou enfant de plus de deux ans, voyage en zone tropicale, traitement antibiotique, intoxication alimentaire (suspicion de botulisme, etc.)
- Enfin, un antibiogramme sera effectué, notamment pour Salmonella, Shigella, E. coli et pour V. cholerae en milieu endémique.

Cet examen utile à l'établissement de nombreux diagnostics a l'avantage de pouvoir être pratiqué sans le moindre risque pour le patient car il est non invasif.
Lors de demande de coproculture, recherche systématique de :
Yersinia
Shigella
Salmonella
Campylobacter
Si suspicion d'autres bactéries (à cause du contexte), il faut demander explicitement au laboratoire de les vérifier aussi (E. coli, Vibrio Cholerae…)

## Symptômes et rappels concernant lesinfectionsdutube digestif
- Maux de ventre
- Diarrhées
- Vomissements
- Fièvre

Risque de déshydratation si les diarrhées et vomissements sont trop fréquents.
- On va alors rechercher les germes pathogènes stricts ainsi que l'espèce prédominante au sein de la flore variée.

## Résultats normaux
La flore colique de l'adulte se caractérise par une grande densité et une extraordinaire diversité.
Flore normale : 10^12 bactéries/g de selle renfermant plus de 400 espèces différentes.
flore variée influencée par l'alimentation.
Équilibre entre bactéries Gram+ et bactéries Gram-
90 % sont anaérobies

## Flore pathogène
- Bactéries entérotoxinogènes : Vibrio, Clostridium, Escherichia coli entéro-toxiques. Elles entrent dans le tube digestif, y produisent des toxines et perturbent le bon fonctionnement des entérocytes (cellules de l'intestin)
- Bactéries entérotoxiques : dans aliments : Staphylococcus aureus
- Bactéries entéro-invasives : dégradent les entérocytes.
  - Salmonella
  - Shigella
  - Campylobacter
  - Escherichia coli entéro-invasifs
  - Escherichia coli entéro-toxique
  - Escherichia coli entéro-pathogène
- Parasites : Par attachement aux entérocytes
  - Giardia lamblia